# Salpa maxima
Salpa maxima — вид покривників класу Сальпи (Salpae)

.

## Поширення
Salpa maxima — космополітичний вид. Зустрічається на півночі Атлантики біля берегів Європи та Північної Америки, інколи трапляється у Середземному морі, в Індійському та Тихому океані, в тому числі у холодних водах Арктики та Антарктики.

## Опис
Колоніальний вид. Зооїд довжиною до 137 мм. Тіло повністю гладке. Усі м'язи тіла дорсально паралельні.

## Спосіб життя
Мешкає на глибинах від поверхні до бл. 800 м, здійснює добові вертикальні міграції.